# Miroslav Kostadinov
Miroslav Kostadinov (bulgarsk: Мирослав Костадинов, født 1976 i Bulgarien) er en bulgarsk sanger og sangskriver, som repræsenterede Bulgarien i Eurovision Song Contest 2010.